# Gerard David

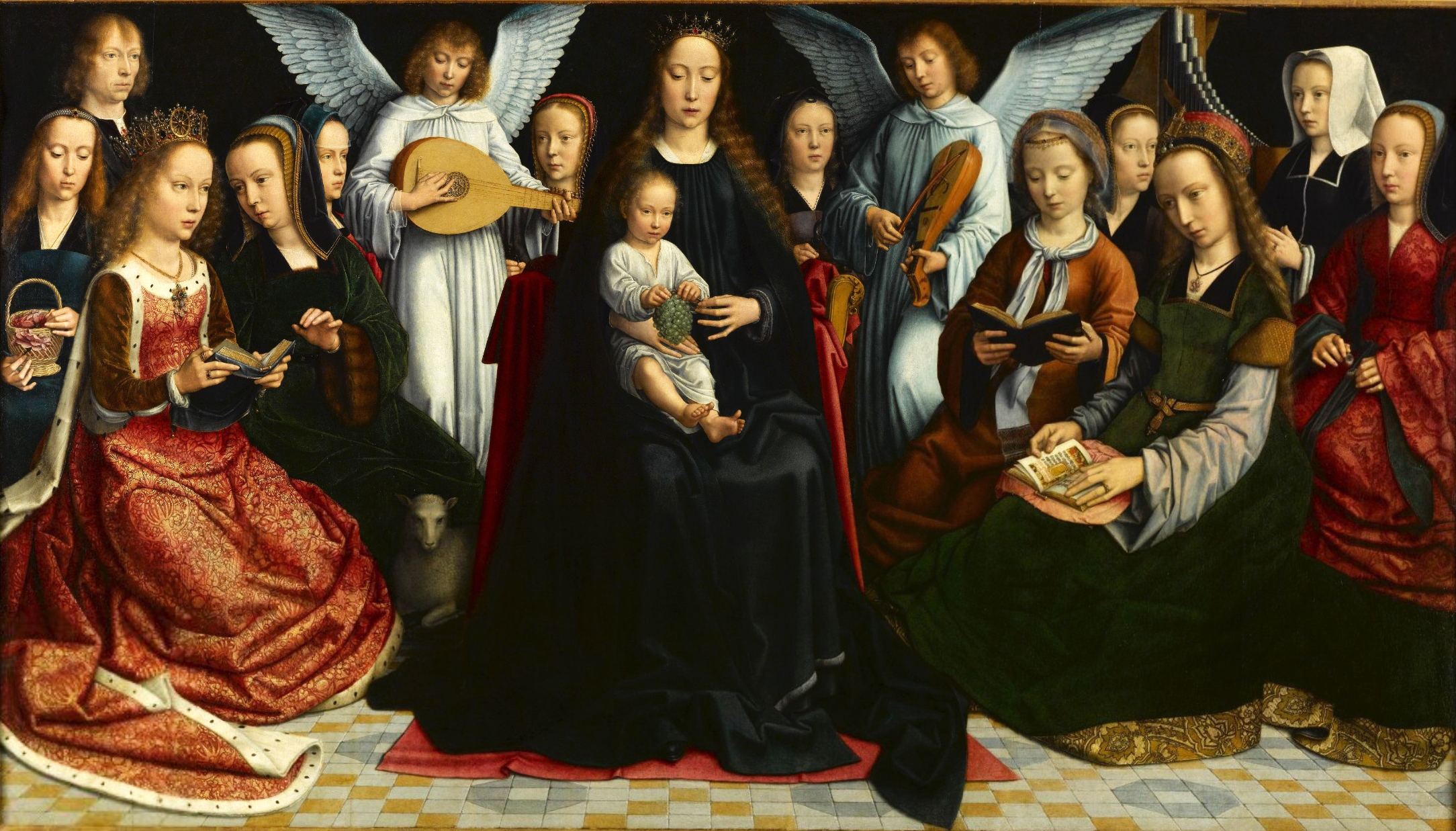
Virgo inter Virgines, ca. 1509, Musée des Beaux-Arts, Rouen

Gerard David (Oudewater ca. 1455 – Brugge, 13 augustus 1523) was een uit Holland afkomstige kunstschilder, die zich in het begin van zijn carrière in Brugge vestigde en uitgroeide tot een van de grote meesters van de Oudnederlandse schilderkunst, beter bekend als de Vlaamse Primitieven. In zijn beginperiode in Brugge bestudeerde hij het werk van Jan van Eyck, Rogier van der Weyden en Hugo van der Goes en leunde hij sterk aan bij de stijl van Hans Memling. Hij ontleende motieven en soms composities aan deze meesters (bijvoorbeeld De Aanbidding der Wijzen, Alte Pinakothek, München, naar Van der Goes). Hij wordt daarom weleens de laatste van de Vlaamse Primitieven genoemd, maar dit doet hem eigenlijk onrecht. Gerard David was de vernieuwer van zijn tijd die nieuwe thema's en nieuwe voorstellingen van bestaande thema's introduceerde vóór zijn tijdgenoten Quinten Massijs en Joos van Cleve dat deden.

## Biografie
Over de jeugd en de opleiding van Gerard David is niet veel met zekerheid geweten. Hij werd geboren in Oudewater omstreeks 1455-1460. Op basis van zijn vroege werken wordt verondersteld dat hij werd opgeleid door Albert van Ouwater. Zijn vroege werken tonen ook de invloed van Geertgen tot Sint Jans in Haarlem en de ruimtelijke compositie van zijn vroege werken verwijst naar Dirk Bouts, eveneens uit Haarlem.
Gerard David werd op 14 januari 1484 te Brugge ingeschreven als meester in het gilde van de beeldenmakers en zadelmakers, waaronder ook de schilders ressorteerden. Het is best mogelijk dat hij, voor hij zich in Brugge vestigde, een tijd verbleef in het atelier van Dirk Bouts in Leuven, dat na diens dood in 1475 werd verder gezet door zijn zoons Dirk Bouts de Jongere en Albert Bouts. Zelfs indien David Dirk Bouts niet persoonlijk zou gekend hebben, was hij toch heel vertrouwd met diens werk. Kenmerken van de stijl van Bouts zijn volgens Jennifer Meagher van het Metropolitan Museum of Art terug te vinden in zijn werken tot 1500 en zelfs nog later.
David was gehuwd met Cornelia Cnoop, dochter van Jacob Cnoop de Jongere, die belangrijke functies bekleedde in het gilde van de goudsmeden. Ze hadden een dochter Barbara, maar in de aktes en documenten is nog geen informatie teruggevonden over de datum van het huwelijk of de geboorte van Barbara. Wel weten we dat David het altaarstuk Virgo inter Virgines (Musée des Beaux Arts, Rouen), waar hijzelf en zijn echtgenote als schenkers werden geschilderd aan de rand van de compositie, schilderde omstreeks 1506.
In 1488 werd David door de gildeleden verkozen tot "tweede vinder". In 1495 en 1499 werd hij "eerste vinder". Na de dood van Hans Memling in 1494 werd David op 12 oktober 1501 benoemd tot deken van het gilde en was hij een van de leidende kunstenaars in Brugge, getuige daarvan zijn de verschillende opdrachten voor het schepencollege. David probeerde zich op te werken als de opvolger van Memling en het zal dus wel geen toeval geweest zijn dat hij in 1494 verhuisde naar een huis over de Vlamingbrug (nu de Sint-Jorisstraat), waar voordien Memling gevestigd was. Hij kreeg talrijke opdrachten van Italiaanse en Spaanse diplomaten, bankiers en handelaars die zich in Brugge hadden gevestigd. Een van die opdrachten was van de Genuese bankier en diplomaat Vincenzo Sauli die een polyptiek bestelde voor het hoogaltaar van de kerk van het San Gerolame della Cervaraklooster bij Genua in 1506. Voor dit werk zou David naar Genua gereisd zijn om ter plaatse na te gaan waar het werk zou geplaatst worden. Van 1507 tot 1514 was David lid van de Broederschap van Onze-Lieve-Vrouwe van den drogen boom, wat betekent dat hij was opgeklommen tot de stedelijke elite.
Na de opstand van Brugge tegen Maximiliaan van Oostenrijk in 1488 werd de stad zwaar gestraft door de Habsburger. Het vertrek van de handelslui naar Antwerpen leidde tot de achteruitgang van Brugge en de opkomst van Antwerpen als internationaal handelscentrum. In 1515 liet Gerard David zich dan ook inschrijven in het Antwerpse Sint-Lucasgilde om ook in die handelsmetropool zijn werk te kunnen verkopen, maar hij bleef in Brugge gevestigd waar hij ook overleed. Hij werd begraven onder de toren van de Onze-Lieve-Vrouwekerk.
David raakte na zijn dood snel in vergetelheid in Brugge. In 1769 werd het werk door Descamps opgemerkt bij zijn bezoek aan het Brugse stadhuis Hij schreef het werk toe aan Antoon Claiessens en het zou tot 1863 duren eer het werk door James Weale weer aan Gerard David werd toegeschreven.

## Werken

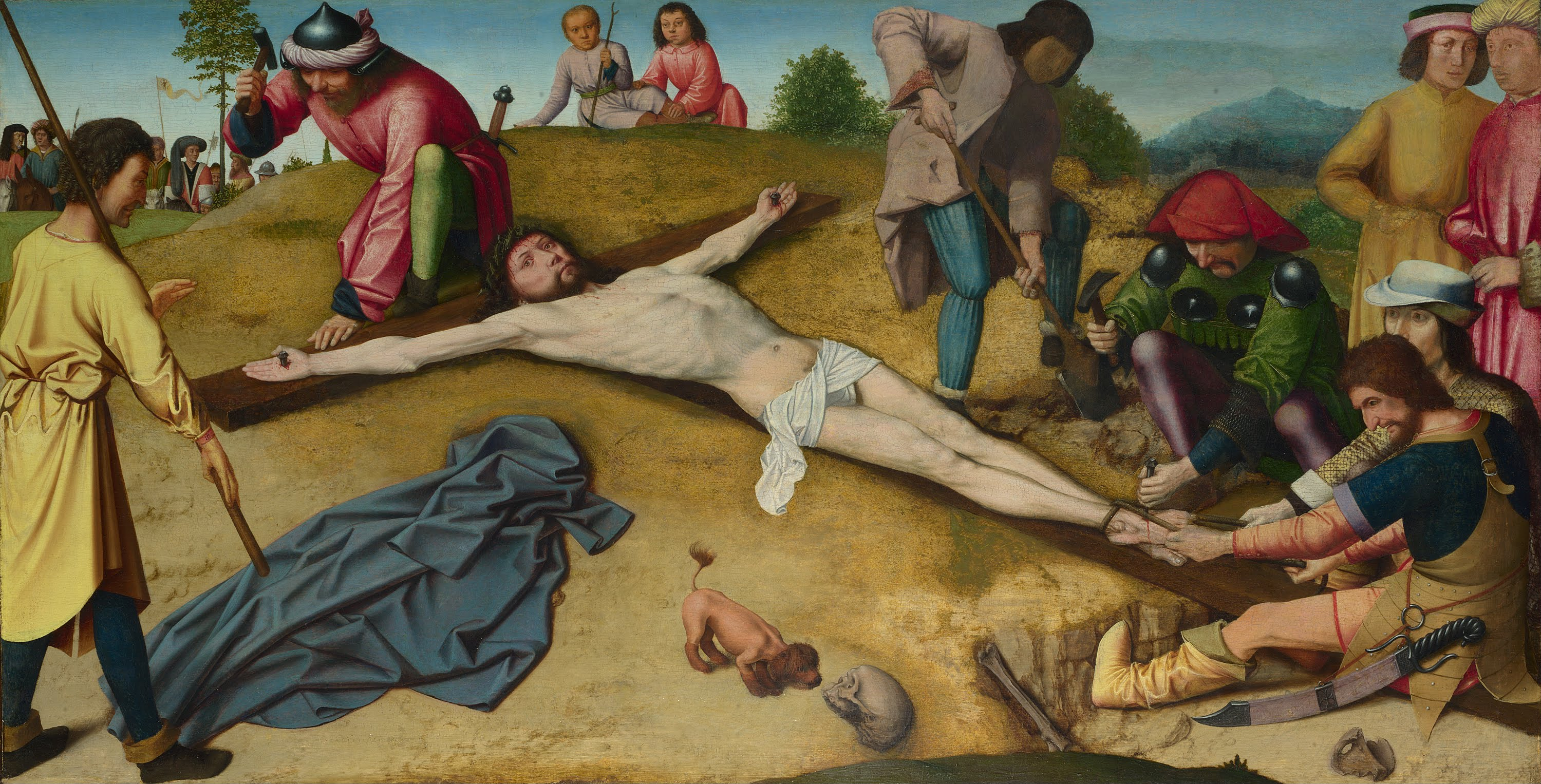
Christus wordt aan het kruis genageld, ca. 1480, National Gallery of Art, Washington

### Vroege periode
Toen David zich in Brugge vestigde, was hij al vrijmeester; hij had met andere woorden zijn volledige opleiding doorlopen. Hij werd ongetwijfeld naar Brugge aangetrokken door de bloeiende kunstnijverheid in een van de belangrijke steden van de hertogen van Bourgondië en de handelsmetropool die kunstenaars uit alle windstreken aantrok. David had zich naast de invloeden van zijn tijd in Haarlem, die sterk aanwezig zijn, ook de stijl en technieken van Dirk Bouts eigen gemaakt. In zijn vroege werken zijn dikwijls verwijzingen terug te vinden naar bekende miniaturen zoals een aantal figuren in de Kruisiging van de Thyssen Bornemisza Collectie die sterk doen denken aan figuren op een miniatuur met de kruisiging in de Getijden van Catharina van Kleef.
Eenmaal in Brugge bestudeerde hij het werk van Hans Memling, toen de toonaangevende schilder in Brugge en van de andere Vlaamse Primitieven, maar zelfs daarvoor waren er al referenties naar werken van de gebroeders Van Eyck en Hugo van der Goes.

#### Nativiteitvoor 1480
Een van de vroege werken toegeschreven aan David is een paneeltje met de voorstelling van de geboorte van Christus dat bewaard wordt in het Metropolitan Museum of Art in New York en deel uitmaakt van de Friedsam Collection. Het werk, geschilderd in olieverf, dateert van voor 1480, dus voor Gerard David zich in Brugge had gevestigd. Het bestaat uit slechts één paneeltje van 47 op 34 cm dat de geboorte van Christus en de aanbidding van de herders voorstelt. De naïeve personages en de poppen-hoofden van Maria en de engelen doen denken aan de Noord-Nederlandse voorbeelden die Gerard moet gekend hebben tijdens zijn opleiding, maar de compositie met de mooie landschappen en de eenvoudige architectuur, die schatplichtig is aan het werk van Dirk Bouts, doen al aan zijn later werk denken. Een kopie van dit werk is terug te vinden in een miniatuur met het kerstgebeuren in het Breviarium van Isabella van Castilië op f29r waarvan wordt aangenomen dat ze ook door David werd geschilderd in de jaren 1480.

#### Triptiek met Johannes en Franciscus
Van de periode omstreeks zijn vestiging in Brugge kennen we twee panelen van een triptiek die Johannes de Doper en Franciscus die de Stigmata ontvangt voorstellen. Ze maken eveneens deel uit van de hoger genoemde Friedsam Collection. De combinatie van deze twee heiligen was vrij uitzonderlijk voor Vlaanderen. Deze paneeltjes (ca. 45 x 15 cm) tonen duidelijk de invloed van het Lam Gods van de gebroeders Van Eyck. De figuren zijn gracieuzer geworden en het gelaat wordt veel beter uitgewerkt. Het landschap is aangepast aan de heilige, met Sint-Jan in de wildernis en Sint-Franciscus in een Italiaans heuvellandschap, met zijn abdij op de achtergrond.

#### Kruisiging
In de Kruisiging, bewaard in het Rogers Fund van het Metropolitan Museum of Art  is deze stijlevolutie nog beter te herkennen. De jonge David is hier duidelijk beïnvloed door Hans Memling in de personages, maar wat het landschap betreft neemt hij met zijn naturalistische voorstelling reeds duidelijk afstand van zijn voorbeeld.

### Mature periode
In het laatste decennium van de 15e eeuw en het begin van de 16e kreeg David de eerste grote opdrachten waaronder: Het Oordeel van Cambyses, 1498, Groeningemuseum, Brugge), Bruiloft te Kana, ca. 1503, Musée du Louvre, Parijs en de Virgo inter virgines, 1509, Musée des Beaux-Arts, Rouen. David probeerde de plaats die opengevallen was door het overlijden van Hans Memling in te nemen en de leidende schilder van Brugge te worden. Zijn kunst is geëvolueerd van het Noord-Nederlandse idioom en heeft duidelijk aansluiting gevonden bij de Vlaamse Primitieven, hoewel hij duidelijk zijn eigen weg ging. Het palet van David is duidelijk gewijzigd, het is geëvolueerd naar meer harmonische tinten in verzadigde kleuren in tegenstelling tot de zeer heldere kleuren uit zijn beginperiode. Ook de tekenstijl was duidelijk gewijzigd, de lijnen worden vloeiender en eleganter, de figuren minder houterig.

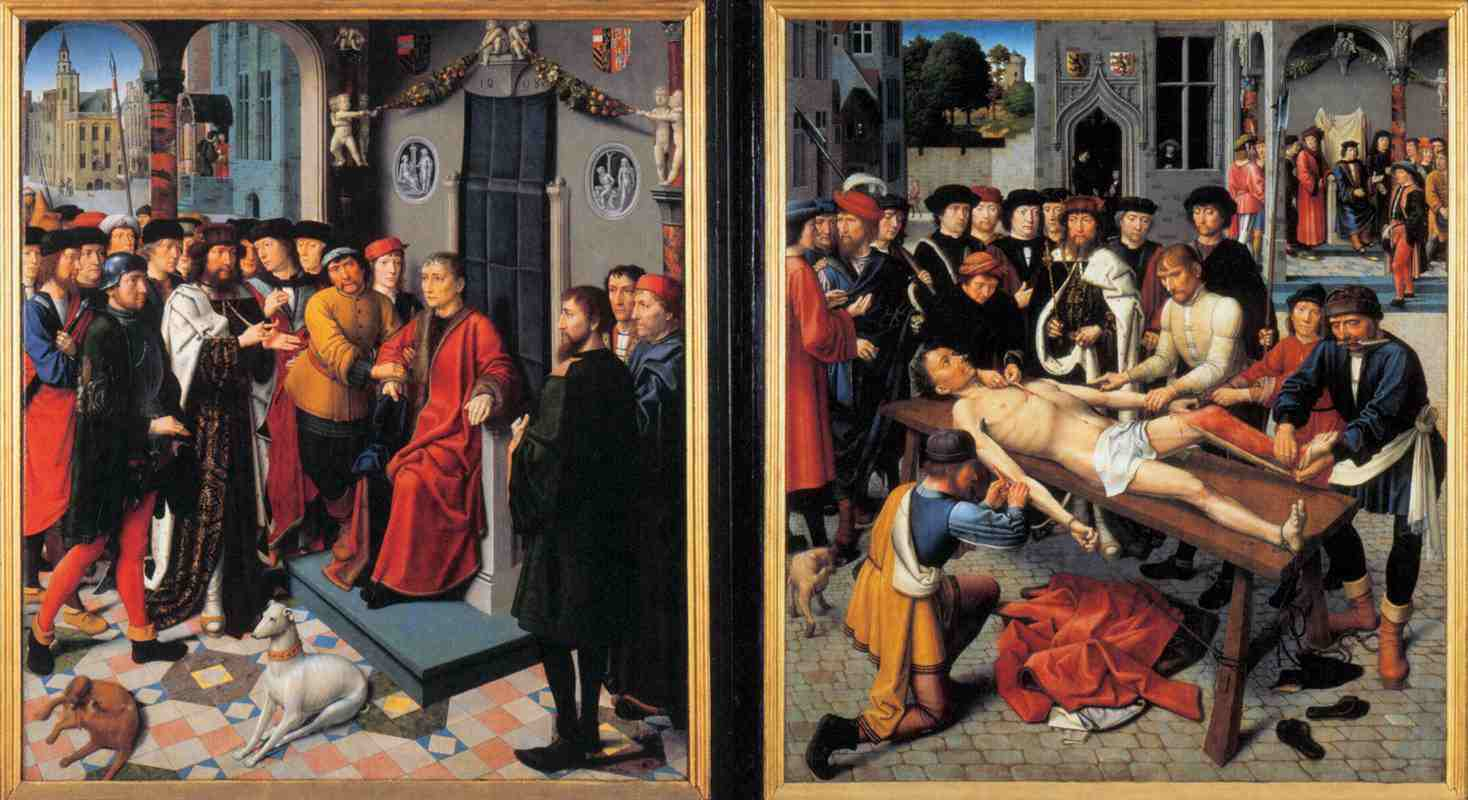
Het Oordeel van Cambyses, ca. 1498, Groeningemuseum, Brugge

#### Het Oordeel van Cambyses
David kreeg van de stad Brugge de opdracht voor het tweeluik Het Oordeel van Cambyses, dat zich nu bevindt in het Groeningemuseum in Brugge. Soms wordt beweerd dat dit werk moest dienen om de bestraffing van corrupte schepenen van de stad Brugge te illustreren. Dit verhaal steunt op een thesis van Weale, de man die David uit de vergeethoek haalde onder meer door zijn studie van de Brugse archieven. Maar dit verhaal is vrij onwaarschijnlijk omdat hetzelfde thema werd geschilderd door Rogier van der Weyden voor het Brusselse stadhuis en door Dirk Bouts voor het Leuvense. Trouwens, toen het paneel besteld werd waren de in 1488 uit hun ambt gezette schepenen al lang in eer hersteld en terug aan de macht. Het is dus weinig waarschijnlijk dat ze een werk zouden besteld hebben voor de schepenzaal, waarin hun houding werd gelaakt. De bestraffing van Sisamnes door Cambyses was op het einde van de 15e eeuw vrij bekend en wordt in de 16e eeuw een populair thema. Na de reiniging en restauratie van het werk in 1979 toonde het paneel terug het levendige oorspronkelijke maar wat koele coloriet dat typisch is voor Gerard David in zijn vroegere werken. Op de achtergrond van het werk ziet men putti die bloemenslingers dragen en twee medaillons die beroemde cameeën van de Medici afbeelden. Dit deed Weale ertoe besluiten dat David in Florence was geweest wat achteraf niet correct bleek te zijn. David heeft zich waarschijnlijk gebaseerd op bronzen kopieën van de cameeën die in zijn tijd hier beschikbaar waren. Het toont wel dat David de Italiaanse kunst kende.

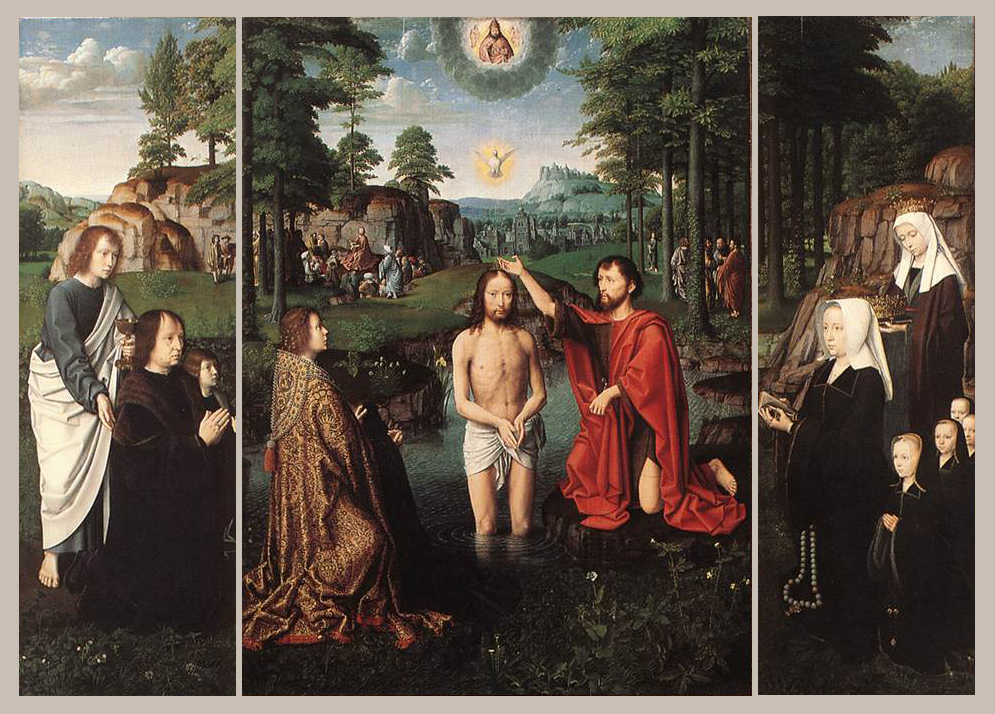
Altaarstuk van Sint-Jan de Doper, 1502-1508, Groeningemuseum, Brugge

#### Altaarstuk van Sint-Jan de Doper
Dit werk was een bestelling daterend van 1502 van Jan des Trompes en werd door zijn erfgenamen in 1520 geschonken aan de Broederschap van de beëdigde klerken van de vierschaar voor het altaar van hun kapel op de Burg in de Sint-Basiliuskerk, beter gekend als de Heilige Bloedkapel. Het wordt nu bewaard in het Groeningemuseum in Brugge. Het middenpaneel toont de doop van Christus in de Jordaan volgens de klassieke Vlaamse iconografie, met links en rechts in de achtergrond taferelen uit het leven van Sint-Jan. Op het linkerpaneel ziet men de schenker, Jan des Trompes, geknield met achter hem zijn patroonheilige Johannes de Evangelist. Naast Jan des Trompes zien we zijn zoon Filips. Op het rechterluik is Isabella van der Meersch, de eerste vrouw van Jan des Trompes en de moeder van Filips afgebeeld met haar dochters Adewijc, Anna, Joanna en Agnes. Achter Isabella (Elisabeth) zien we haar patrones Elisabeth van Thüringen. De tweede echtgenote van Jan des Trompes, Magdalena Cordier werd geschilderd op de buitenzijde van het rechter paneel samen met haar patroonheilige Maria Magdalena. Op de buitenzijde van de linkervleugel staat een tronende Madonna met Kind.
Opmerkelijk aan dit schilderij is het mooie landschap dat doorloopt over de drie panelen. Het bergachtige beboste landschap is zeer gedetailleerd uitgewerkt, op de oevers van de rivier, maar ook verderop in het landschap kan men een ganse reeks afgebeelde planten zonder moeite identificeren. Veel van deze planten, die vaak niet naast elkaar groeien en gelijktijdig bloeien zoals hier op het schilderij, werden afgebeeld omdat het planten zijn waaraan een medicinale zuiverende werking werd toegeschreven en die dus symbool staan voor de zuivering door het doopsel.

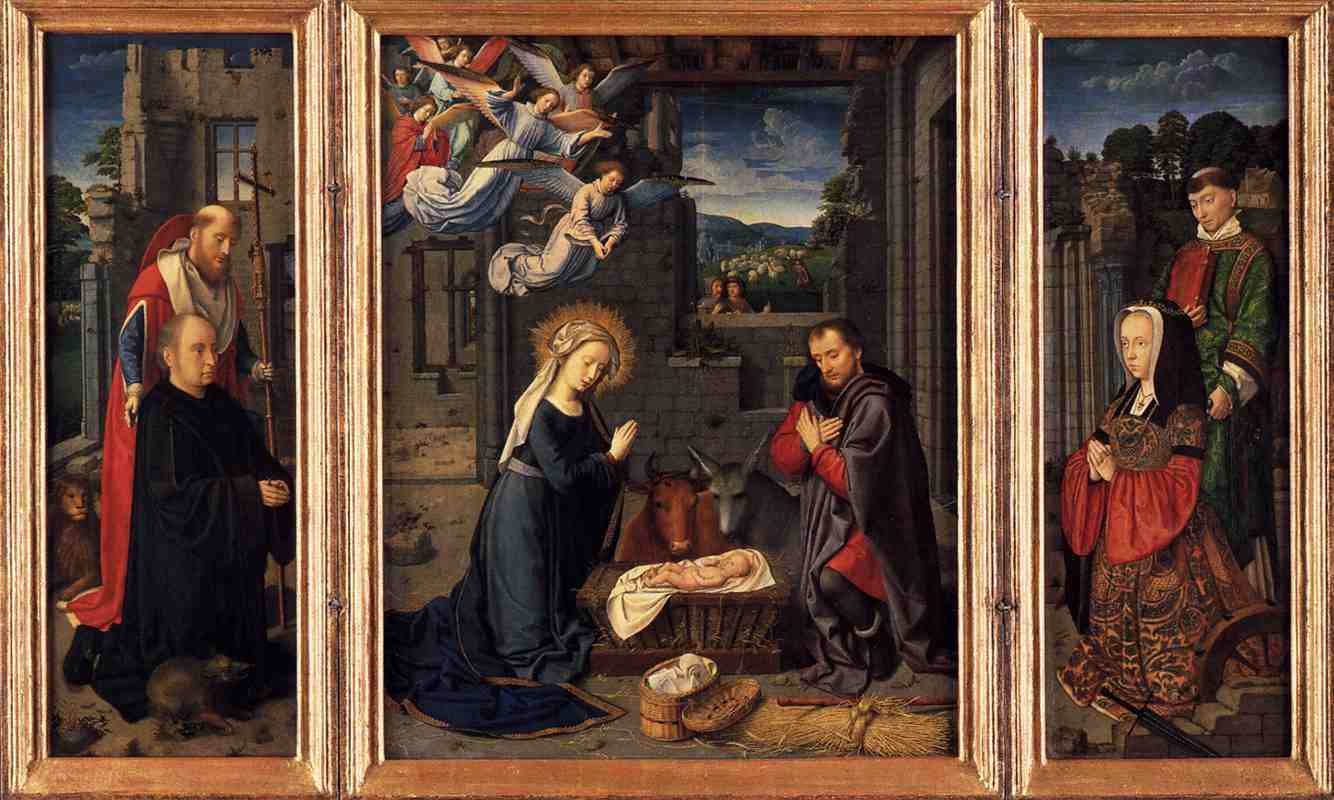
Geboorte van Christus met de schenkers, ca. 1510-1515, Jules Bache Collection van het Metropolitan Museum of Art, New York

#### Geboorte van Christus met de schenkers
Een van de mooiste voorbeelden van de weergave van het landschap perfect geïntegreerd met het thema van het werk is de triptiek van de Geboorte van Christus met de schenkers en de heilige Hiëronymus en Leonardus in de Jules Bache Collection van het Metropolitan Museum of Art. De landschappen op de buitenzijde van de zijpanelen van dit werk dat ontstond tussen 1510 en 1515 bevinden zich als Twee landschappen in het Mauritshuis in Den Haag. Hierop schilderde David een woudscène zonder menselijke aanwezigheid in het landschap, wat een radicale innovatie was voor die tijd.

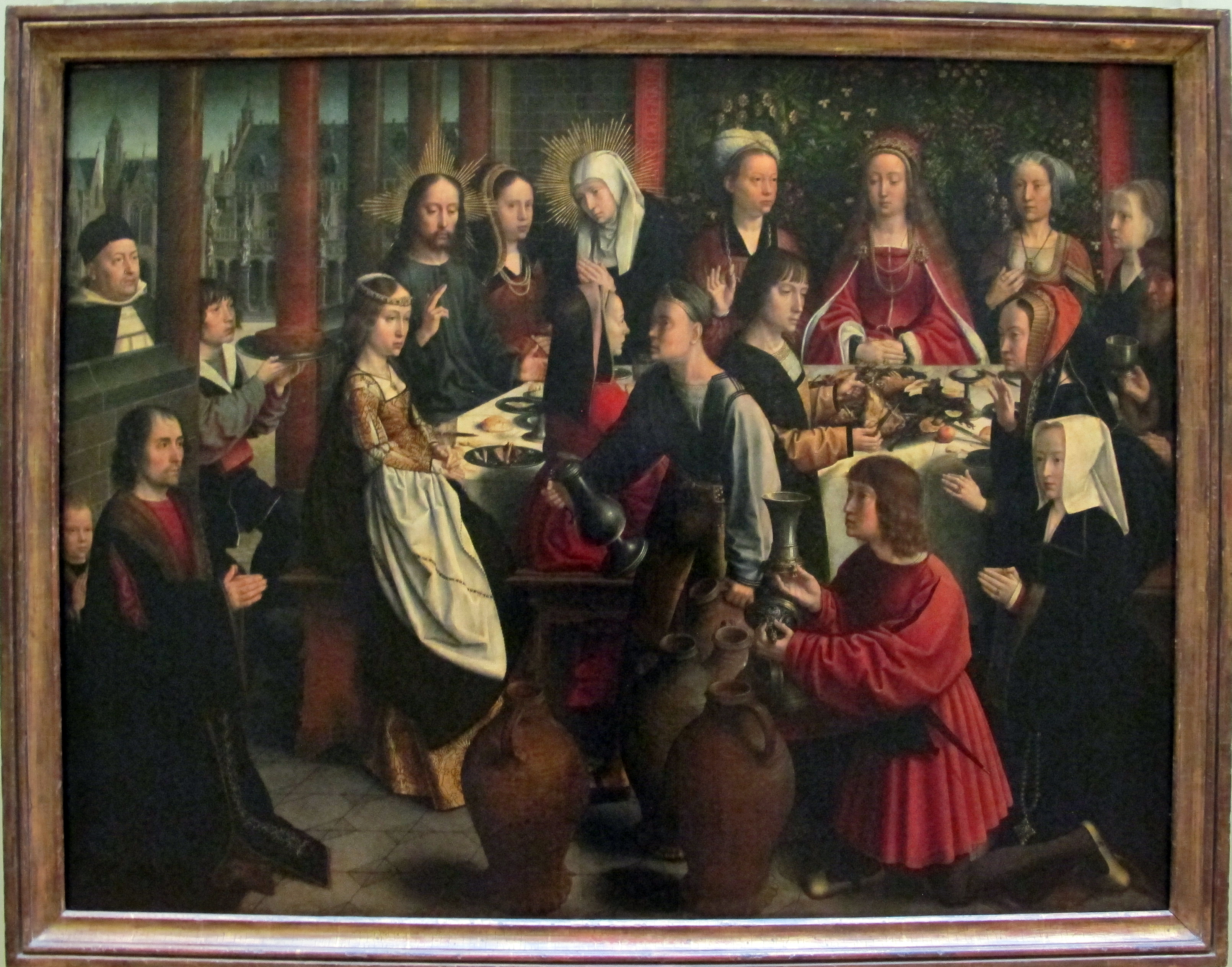
Bruiloft te Kana, Musée du Louvre, Parijs

#### Bruiloft te Kana
Dit werk werd waarschijnlijk begonnen tussen 1500 en 1503 hoewel de datum nog steeds ter discussie staat. Het wordt toegeschreven aan David maar de kunsthistorici zijn van mening dat een assistent van David meewerkte aan het paneel. Het schilderij wordt momenteel bewaard in het Louvre in Parijs. Naast de datum van ontstaan is er ook discussie over de opdrachtgever. Sommigen denken aan Jan van der Straeten, anderen denken aan Jan van Sedano. Die laatste toewijzing wordt door het Louvre overgenomen bij de beschrijving van het werk. Dit werk toont de evolutie van de voorstelling van religieuze taferelen in het werk van David. Het is uiteraard een religieus werk, maar het zou even goed een voorstelling van een burgerlijk huwelijksfeest kunnen zijn, een soort groepsportret van de deelnemers ware het niet voor de vrome schenkers die links en rechts geknield zijn weergegeven.

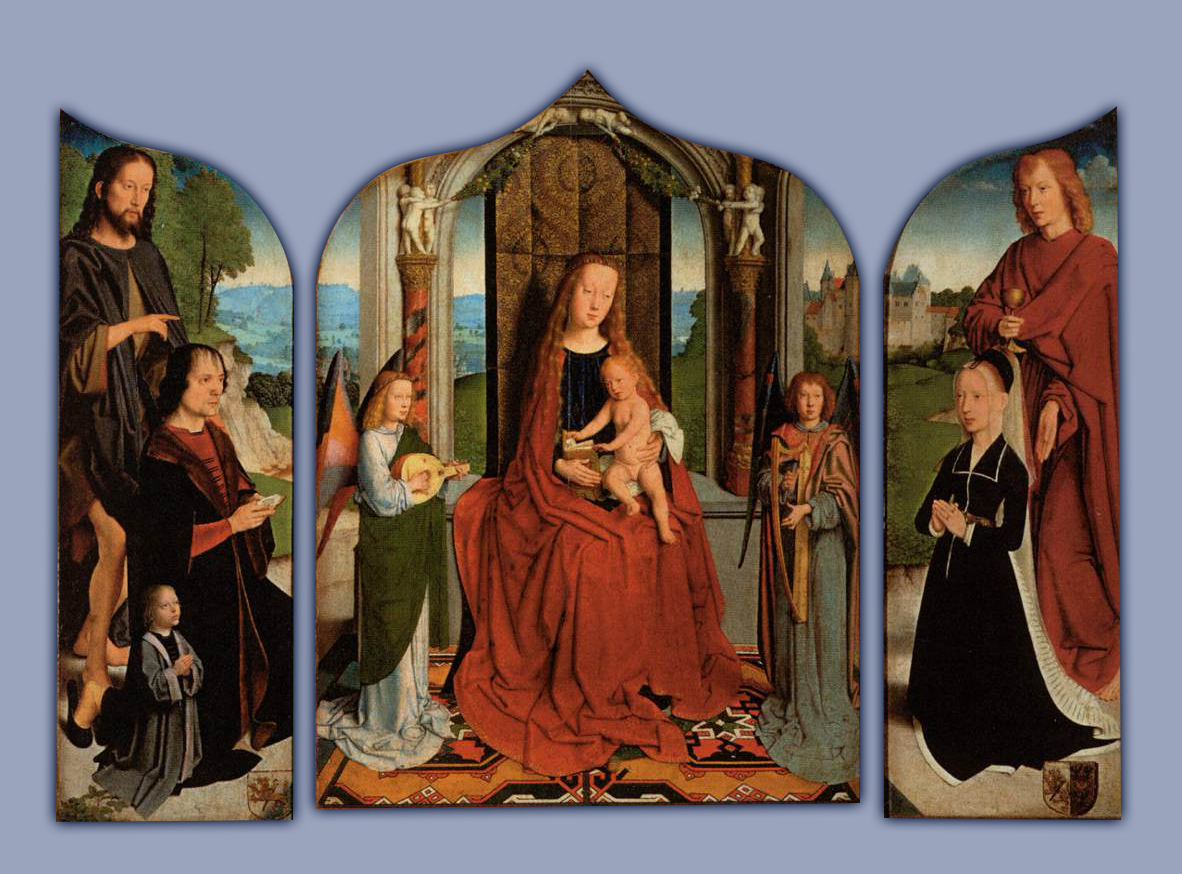
Triptiek van de familie Sedano, ca. 1495, Musée du Louvre, Parijs

### Werken voor de export
De vreemde handelaars en diplomaten die zich in Brugge hadden gevestigd vanaf het begin van de 13e eeuw vormden een vermogend en kunstminnend publiek en bijgevolg een ideale klantenbasis voor kunstenaars. Ze kochten schilderwerken voor de versiering van hun woningen maar ook voor de kapellen in de kerken in Brugge of in hun land van herkomst. Reeds vanaf de jaren 1430 waren werken van Jan van Eyck en Petrus Christus begeerde items aan de hoven van Ferrara en van Napels en in Genua.
Ook David was bekend in deze kringen en kreeg ettelijk bestellingen van deze rijke buitenlanders, zowel voor gebruik in Brugge als voor de export. Bij deze werken kan men dikwijls vaststellen dat David concessies moet doen aan de opdrachtgever wat stijl en uitvoering betreft. Van Eyck en Memling waren de beroemde en geliefde kunstenaars en klanten wilden dan ook werk in hun stijl, zo ging bijvoorbeeld 20% van het gekende werk van Memling naar Italiaanse bankiers en diplomaten, voornamelijk naar huizen gevestigd in Florence. Reminiscenties aan zijn beroemde voorgangers waren dus voor David waardevolle verkoopargumenten.

#### Sedanotriptiek
Een werk dat dit duidelijk illustreert en tevens aantoont dat David de kunst van Memling en Jan van Eyck goed kende is de Sedanotriptiek, Louvre, Parijs, die hij ca. 1495 maakte in opdracht van Jan van Sedano, een Castiliaanse handelaar. Het paneel is duidelijk gebaseerd op de composities en technieken van Memling en de Adam en Eva op de buitenkant van de zijpanelen zijn duidelijk geïnspireerd op de figuren op het Lam Gods van de Gebroeders van Eyck. Het Johannesretabel van Memling, waarop Gerard David zich naar alle waarschijnlijkheid baseerde, bevindt zich in het Kunsthistorisches Museum in Wenen, er waren trouwens schilderijen van Memling in omloop met dezelfde thematiek. Er zijn enkele kleine verschillen in de compositie, de schenker bevindt zich bij Memling op het middenpaneel en op de zijpanelen vindt men afbeeldingen van Johannes de Doper en van Johannes de Evangelist terwijl bij David op de zijpanelen de schenker Jan van Sedano en zijn vrouw Marie worden afgebeeld weliswaar met dezelfde heiligen. Ook bij Memling staan op de buitenkant van de zijpanelen Adam en Eva afgebeeld. Hoewel David de algemene iconografie overnam van Memling zijn de afbeeldingen van Adam en Eva duidelijk Eyckiaans. Het tafereel op het middenpaneel doet ook denken aan Van Eyck, namelijk aan zijn Madonna met heiligen en kanunnik Van der Paele, dat in die tijd waarschijnlijk was opgehangen in de Sint-Pieter-en-Pauluskapel van de Sint-Donaaskerk ter gedachtenis van de kanunnik. De Maagd en het Kind zijn gekopieerd van het werk van David en duidelijk verschillend van de “zoetere” madonna’s van Memling. Het is uiteraard best mogelijk dat Sedano dit uitdrukkelijk besteld had hoewel hier geen documentair bewijs voor is.

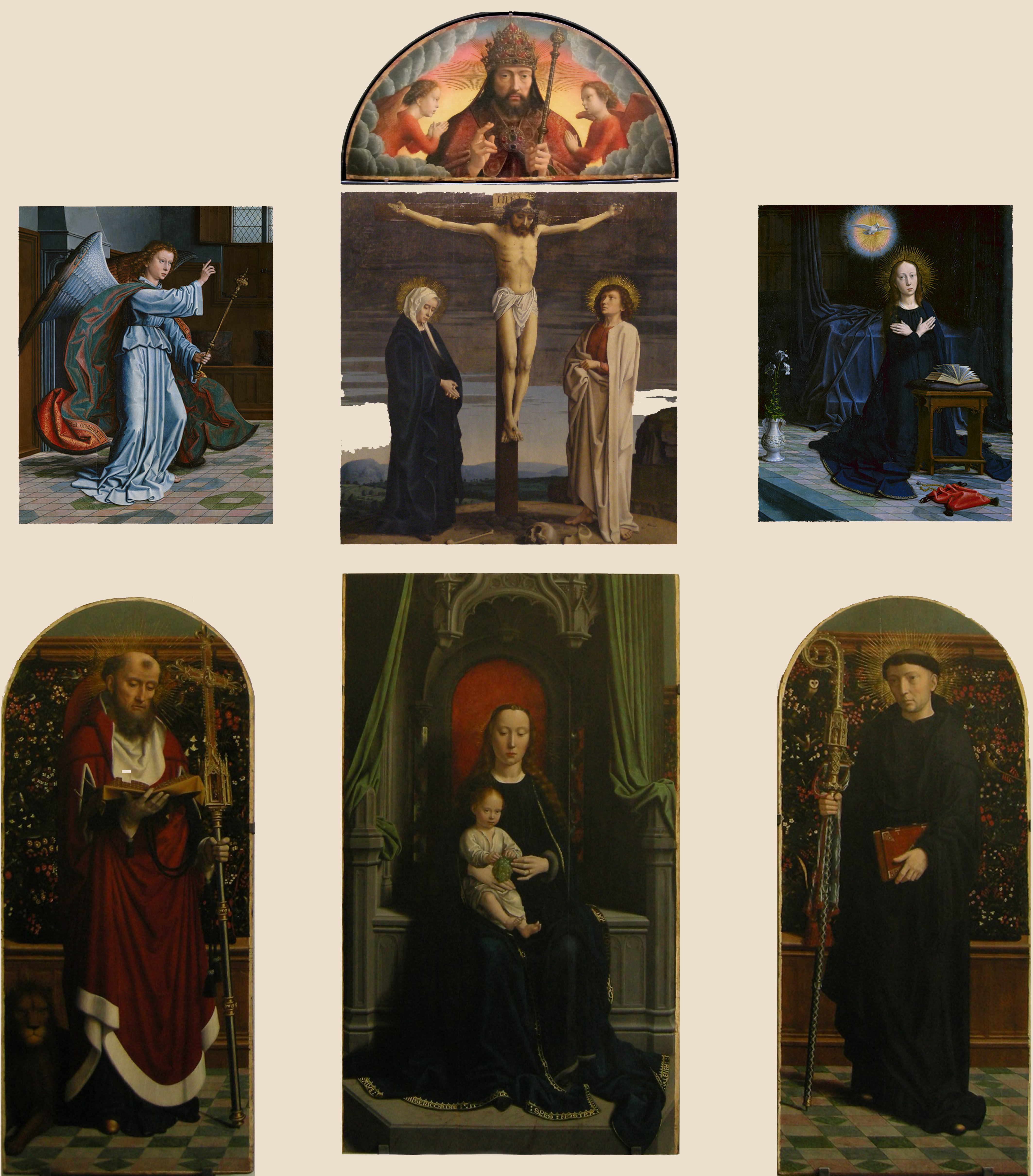
Wedersamenstelling van het Cervararetabel, ca. 1506, met God de Vader, Louvre, Parijs, Annunciatie, Metropolitan Museum of Art, New York, Kruisiging met Maria en Johannes, Moeder met Kind, Hiëronymus en Norbertus, Palazzo Bianco, Genua

#### Cervararetabel
Dit altaarstuk werd gemaakt in opdracht van Vincenzo Sauli voor het benedictijner klooster van San Gerolamo della Cervara gelegen tussen Santa Margherita Ligure en Portofino. Volgens een originele inscriptie op de schilderijlijst, die nu verdwenen is, werd de opdracht voor het werk gegeven op 7 september 1506. De polyptiek of delen ervan werd in de loop van zijn geschiedenis aan allerhande kunstenaars toegeschreven. Het is weerom Weale die in 1895 de gelijkaardigheid vaststelt van de afbeelding van de Maagd en het Kind met een gekend werk van David: De Maagd tussen de Maagden. Andere kunsthistorici volgden snel en tegenwoordig is de toeschrijving unaniem. Het werk werd ontmanteld, waarschijnlijk bij de opheffing van het klooster in 1799. Het grootst aantal panelen bevindt zich in het Palazzo Bianco in Genua, twee panelen met een annunciatie in het Metropolitan Museum in New York en een klein halfrond paneel in het Louvre in Parijs. Het altaarstuk was als het ware samengesteld uit twee triptieken met boven het hoogste middenpaneel een halve tondo. De onderste triptiek toonde op het middenpaneel de Heilige Maagd met Kind aan wie de kerk was toegewijd, links de heilige Hiëronymus, de patroonheilige van het klooster, voorgesteld als bisschop en rechts de heilige Benedictus, de stichter van de orde. De bovenste triptiek toonde een kruisiging met Johannes en Maria en links en rechts daarvan een annunciatiescène. Het geheel werd bekroond met een halve tondo met God de Vader die, geflankeerd door twee engelen, een zegenend gebaar maakt. Ainsworth is van oordeel dat David het grootste gedeelte van het werk zelf ontwierp en uitvoerde en dat de inbreng van zijn atelier minimaal was. In het werk zijn zowel Eyckiaanse invloeden als Italiaanse modellen terug te vinden. De annunciatie bijvoorbeeld heeft een typisch Vlaams ontwerp maar de engel Gabriël is gemodelleerd naar een Gabriël op een fresco van Vincenzo Foppa in de Portinari kapel van de San’Eustorgio in Milaan. Ook de monumentale getroonde Maria met Kind, het optisch centrum van het altaarstuk is sterk beïnvloed door de Italiaanse renaissancekunst.
Het Cervararetabel toont duidelijk dat de maker ervan, Gerard David, de Italiaanse kunst van zijn tijd kende. Als men ervan uitgaat dat het werk in Brugge geschilderd werd, zoals blijkt uit het gebruik van eiken panelen en van kalk als onderlaag, lijkt het vrij aannemelijk dat David tussen 1503 en 1506 een reis naar Italië maakte om ter plaatse het altaar te bekijken waarvoor hij de prestigieuze bestelling gekregen had en zich te vergewissen van de plaatselijke stijl. Na 1506 is een aantal nieuwe italianiserende elementen in Davids kunst te herkennen en het zou kunnen dat hij zijn kennis van de Italiaanse schilderkunst kon verdiepen tijdens een tweede reis in 1506 bij de levering en de plaatsing van zijn werk. De subtiele integratie van de Italiaanse stijl en techniek in zijn eigen werk maakt van David een voorloper van de Vlaamse schilders van de 16e eeuw zoals Quinten Massijs (I) en Joos van Cleve.

### Werken voor de vrije markt
In onze huidige opvatting over kunst is 'kopie' een lelijk woord, kunst moet origineel zijn en als men vandaag de vele kopieën uit de late middeleeuwen en de vroege renaissance catalogeert worden kopieën nog dikwijls als minderwaardige werken beschouwd. De late middeleeuwer stond hier nochtans heel anders tegenover, voor David was kopiëren een vrij normale zaak, sommige van zijn klanten bestelden kopieën, maar daarnaast was kopiëren een methode om de productiviteit van het atelier te verhogen en werken te creëren voor de verkoop op de vrije markt. Tegen het begin van de 16e eeuw werden steeds minder werken gemaakt in opdracht en groeide het aantal werken die zonder bestelling over een aantal populaire thema’s werden gemaakt en aangeboden op de vrije markt.
Die vrije markt voor luxegoederen evolueerde vrij snel. In 1482 ontstond in Brugge het Pandt, een soort kunstgalerij 'avant la lettre', waar handelaars en ambachtslui zoals kunstschilders en edelsmeden een plaats huurden om hun producten ter verkoop aan te bieden. In Antwerpen bestond een dergelijke vrije kunstmarkt al vanaf 1438; het Onze-Lieve-Vrouwepand opende er zijn deuren in 1460 en het werd de officiële verkoopplaats voor de leden van de Sint-Lucasgilde vanaf 1481. Er is geen documentair bewijs dat David via deze kanalen zou verkocht hebben, maar het is wel in het kader van deze open markt dat een aantal van de latere werken van David, zoals De vlucht naar Egypte en de Madonna met de paplepel moeten gezien worden. Voor dat laatste werk zou David bijvoorbeeld gebruikmaken van kartons met ponsgaatjes erin om het ontwerp in stippellijn aan te brengen op het geprepareerde paneel. Zijn opvolger Adriaen Isenbrandt gebruikte deze techniek om talloze kopieën van werken van David met als thema de Maagd met Kind te produceren waaronder een aantal kopieën van de Rust tijdens de vlucht naar Egypte.

#### Rust tijdens de vlucht naar Egypte

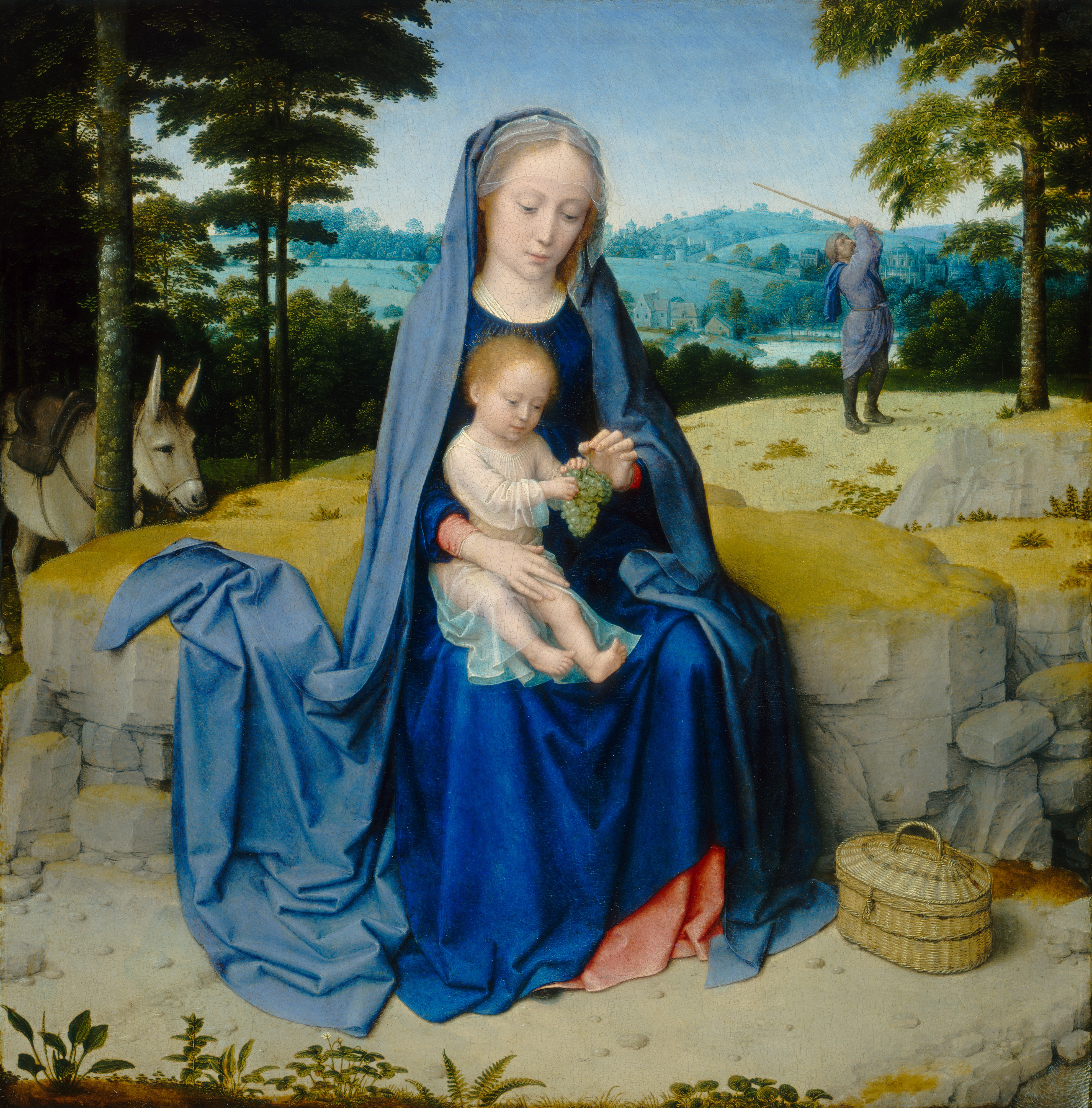
Rust tijdens de vlucht naar Egypte, National Gallery of Art, Washington D.C.
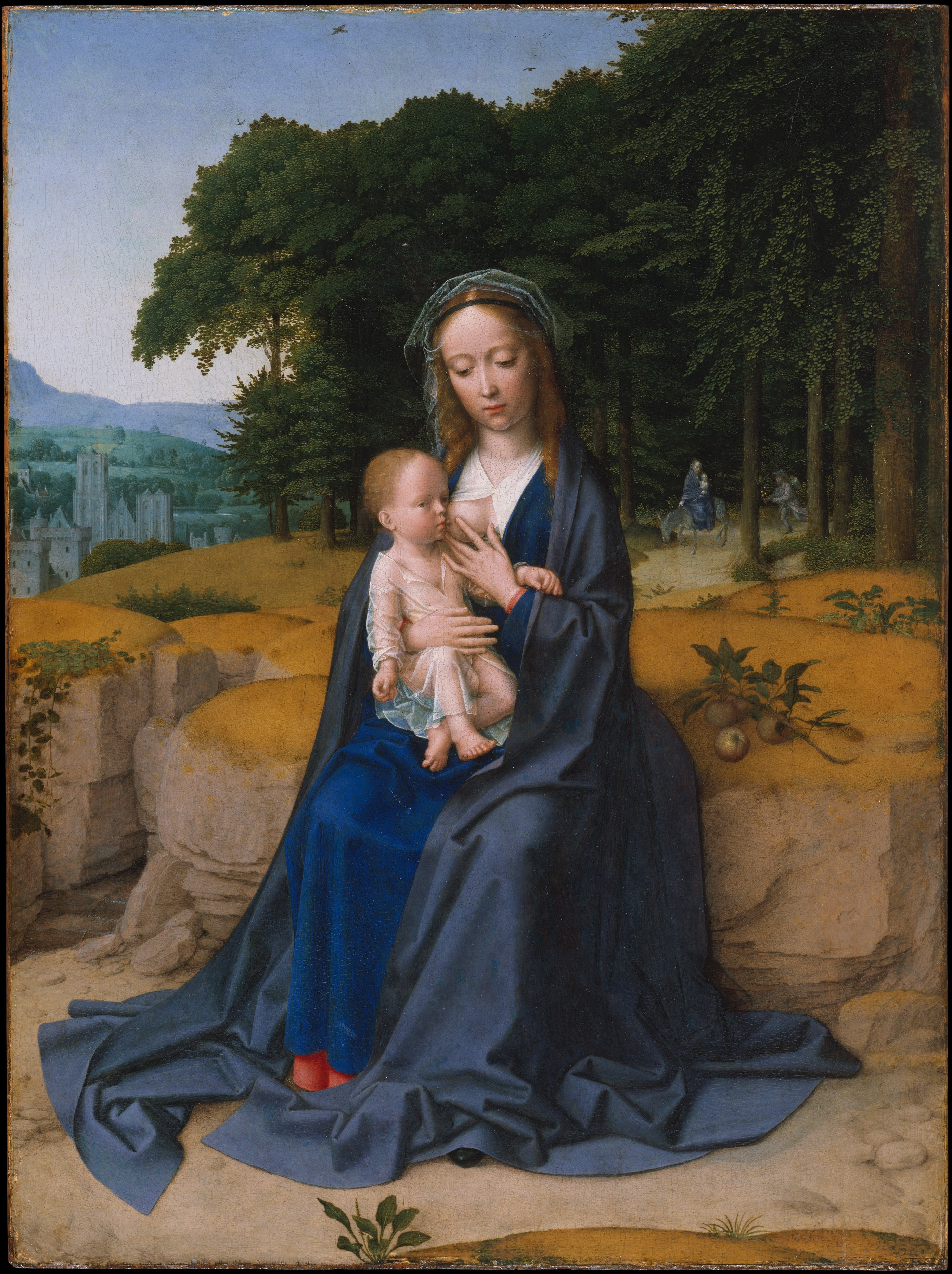
Rust tijdens de vlucht naar Egypte, Metropolitan museum of art
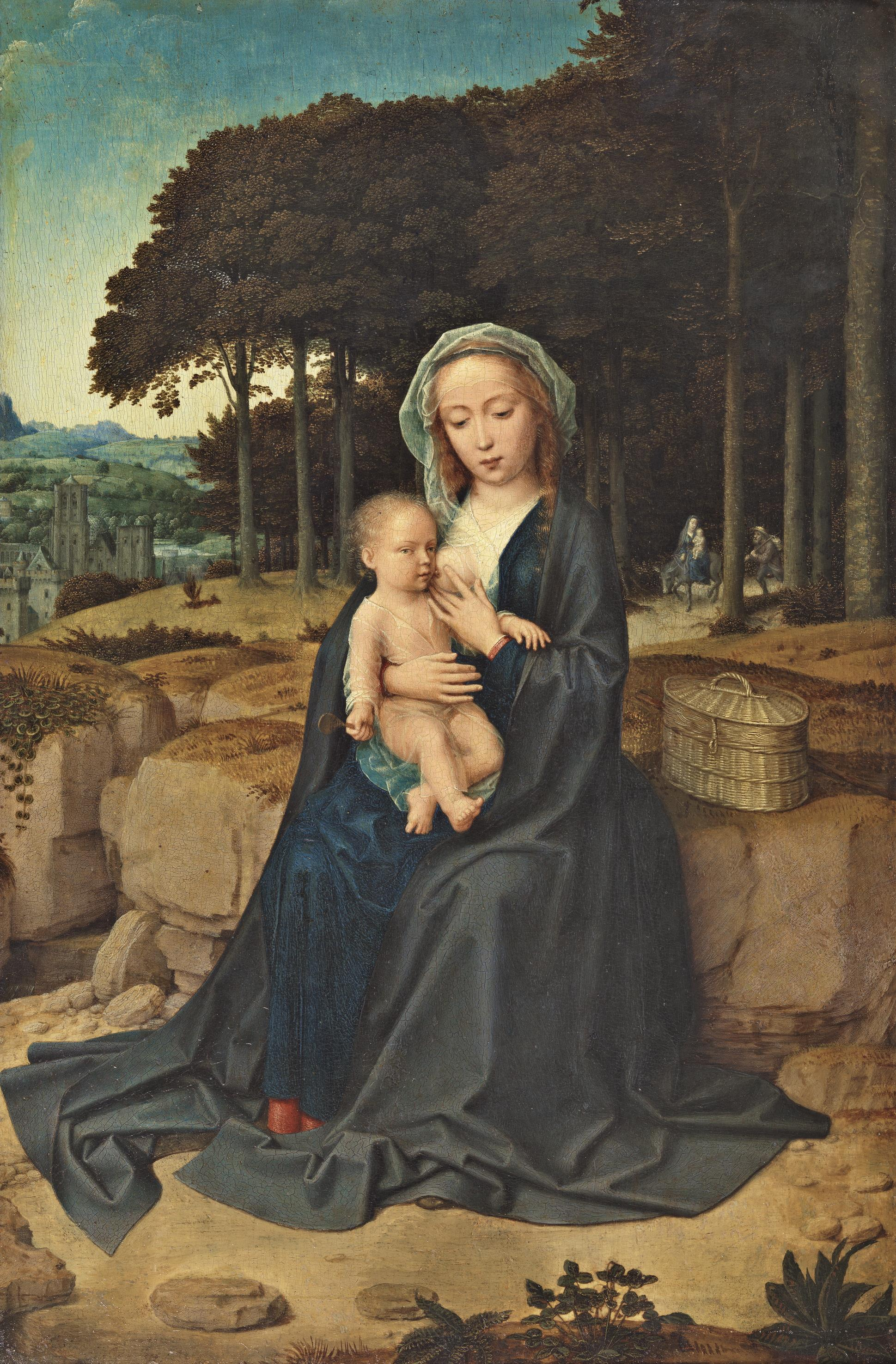
Rust tijdens de vlucht naar Egypte, Prado, Madrid (kopie van de Metropolitan versie)
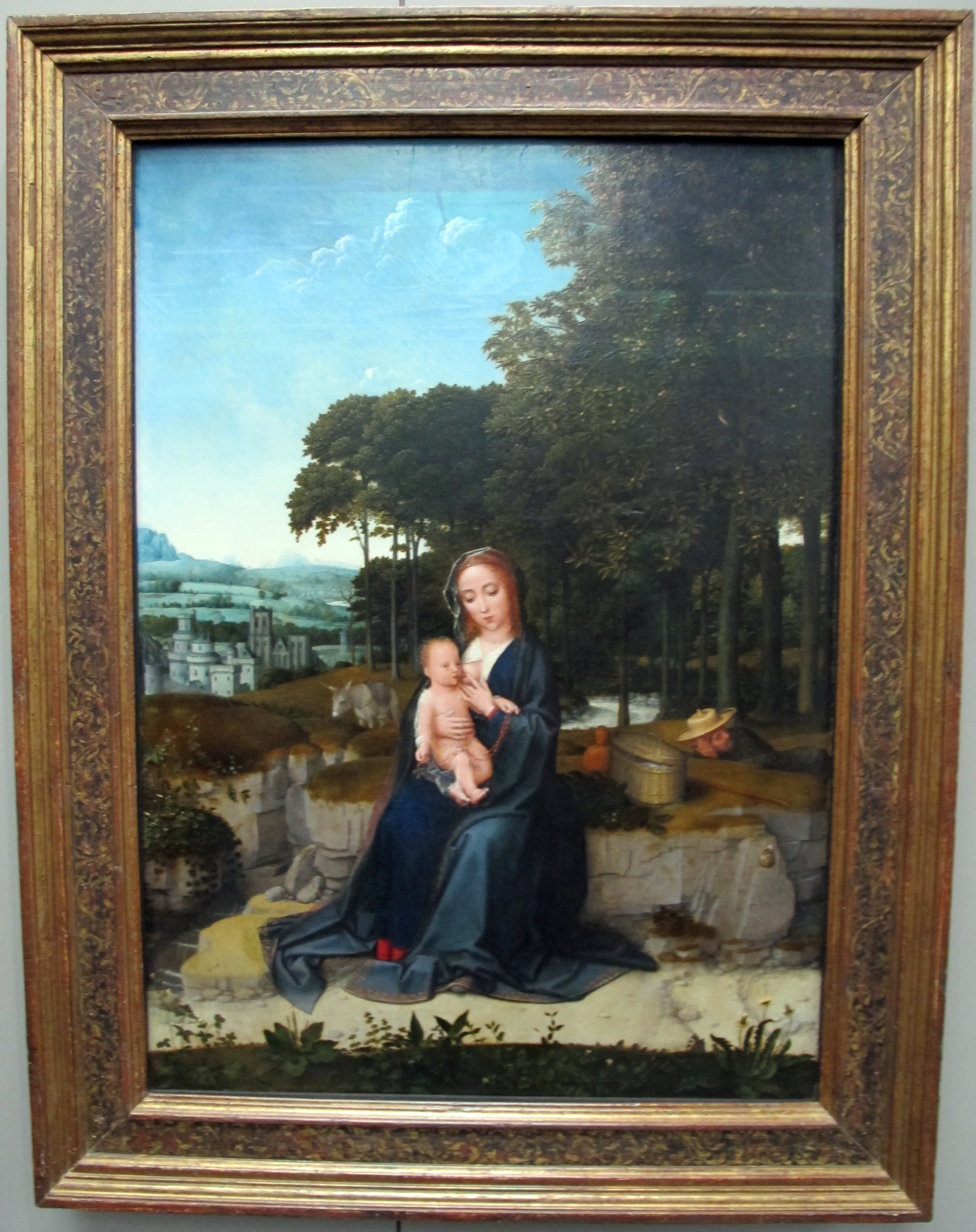
Rust tijdens de vlucht naar Egypte, Groeningemuseum, Brugge

Het schilderij, olieverf op paneel, dat bewaard wordt in de National Gallery of Art te Washington D.C. is op basis van de ondertekeningen en stijlkenmerken waarschijnlijk het origineel gemaakt door Gerard David omstreeks 1510. Van dit werk werden minstens tien kopieën gemaakt, voornamelijk door het atelier van Isenbrandt. In het Metropolitan Museum of Art wordt een tweede versie van het werk bewaard (ca. 1520), eveneens toegeschreven aan David zelf. Dit werk toont dezelfde ondertekening als dat in Washington maar met kleine correcties aan de figuren en de drapering van de mantel van Maria, ook de achtergrond is aangepast. We zien in beide werken ook de eerder genoemde verschuiving van religieus naar seculier in die zin dat het schilderij perfect een afbeelding zou kunnen zijn van om het even welke moeder die haar kind aan het voeden is of met haar kind aan het spelen is. In het latere werk van het Metropolitan Museum zien we de evolutie van Davids kennis van de Italiaanse renaissance in de piramidale vorm van de groep van Madonna en Kind, het gebruik van de sfumatotechniek voor de gezichten en het gebruik van de chiaroscurocompositie in de plaatsing van de groep tegen de donkere achtergrond van het woud om de volumes te benadrukken.

#### Madonna met de paplepel
Met dit werk speelt David volop in op de trend van secularisering van de populaire religieuze afbeeldingen van het Maagd met Kind type en hij gebruikt daarbij de intussen in Vlaanderen populair geworden Italiaanse modellen en technieken.
Het schilderij toont een vrouw met een kindje op haar schoot, die in haar huiskamer het kleintje zijn papje aan het geven is. De verschillende versies van het schilderij werden allemaal vervaardigd op basis van een model op geponste kartons. Kunsthistorici waren van oordeel dat het originele exemplaar van het werk verloren was gegaan omdat er tot nu toe geen exemplaar werd teruggevonden met de voor David karakteristieke met vrije hand getekende ondertekening, maar Maryan W. Ainsworth poneerde de stelling dat David voor dit werk, bestemd voor de vrije markt, vertrok van een model op kartons, maar dat er toch duidelijk verschillen te zien zijn op basis van afwerking en details die een individueel werk onderscheiden van een product van het atelier. Zo lijkt het exemplaar van de Aurora Trust in New York van de meester zelf, de werken in Genua en Brussel echter halen niet dezelfde kwaliteit.

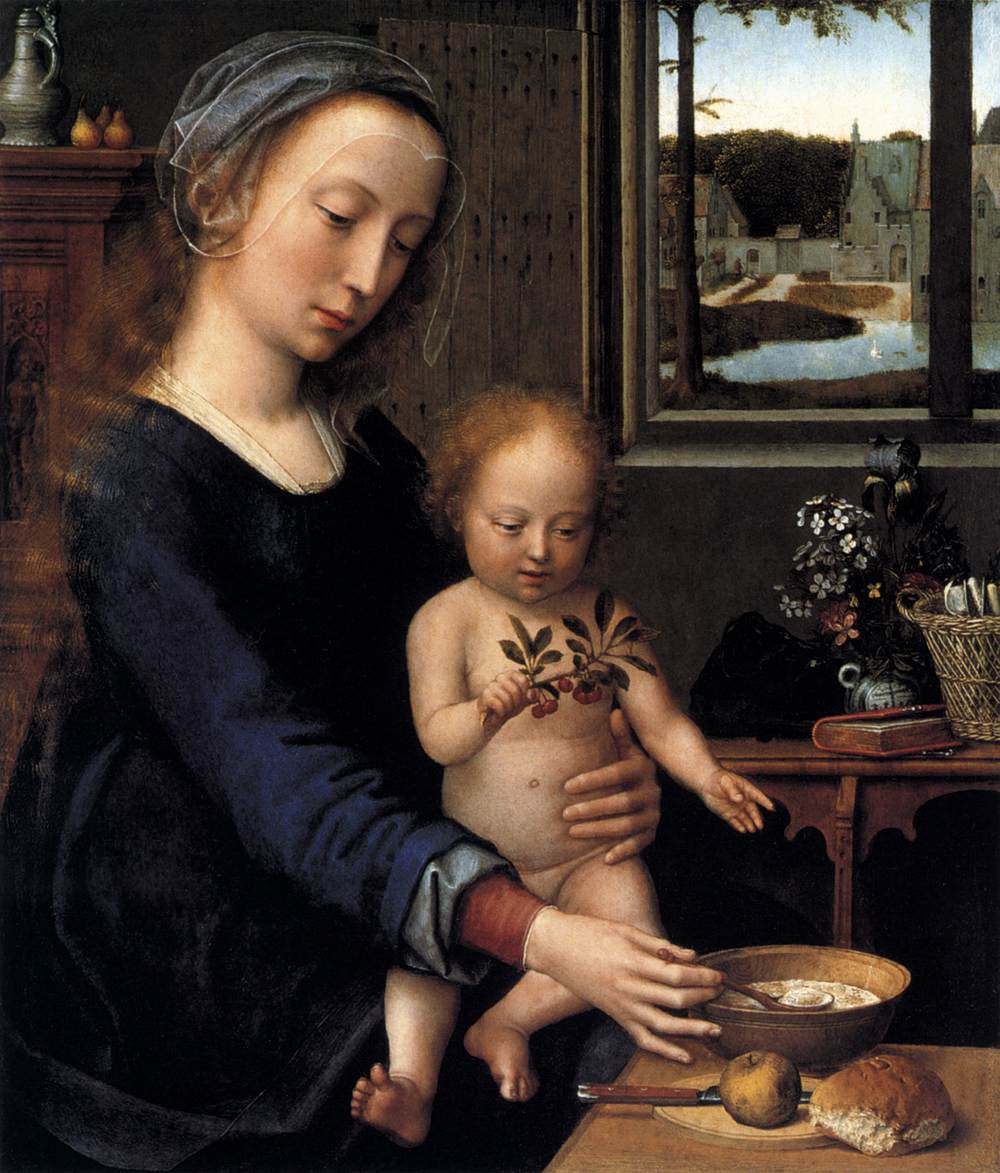
Madonna met de paplepel, Aurora Trust, New York
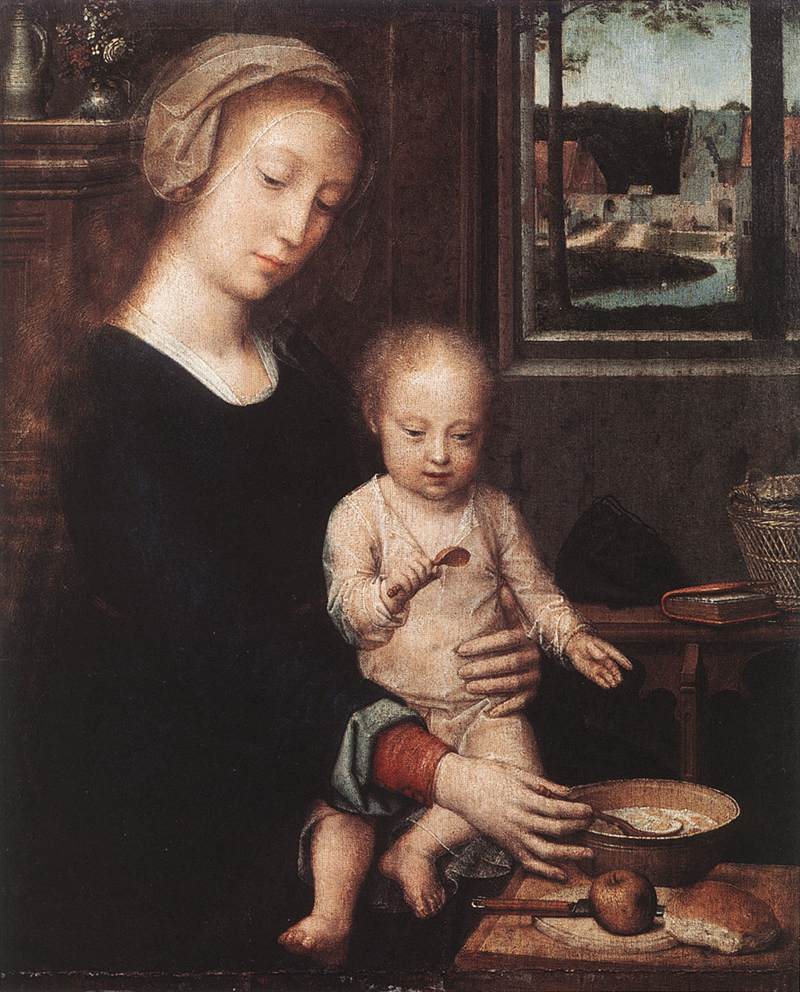
Madonna met de paplepel, Koninklijk Museum voor Schone Kunsten van België, Brussel
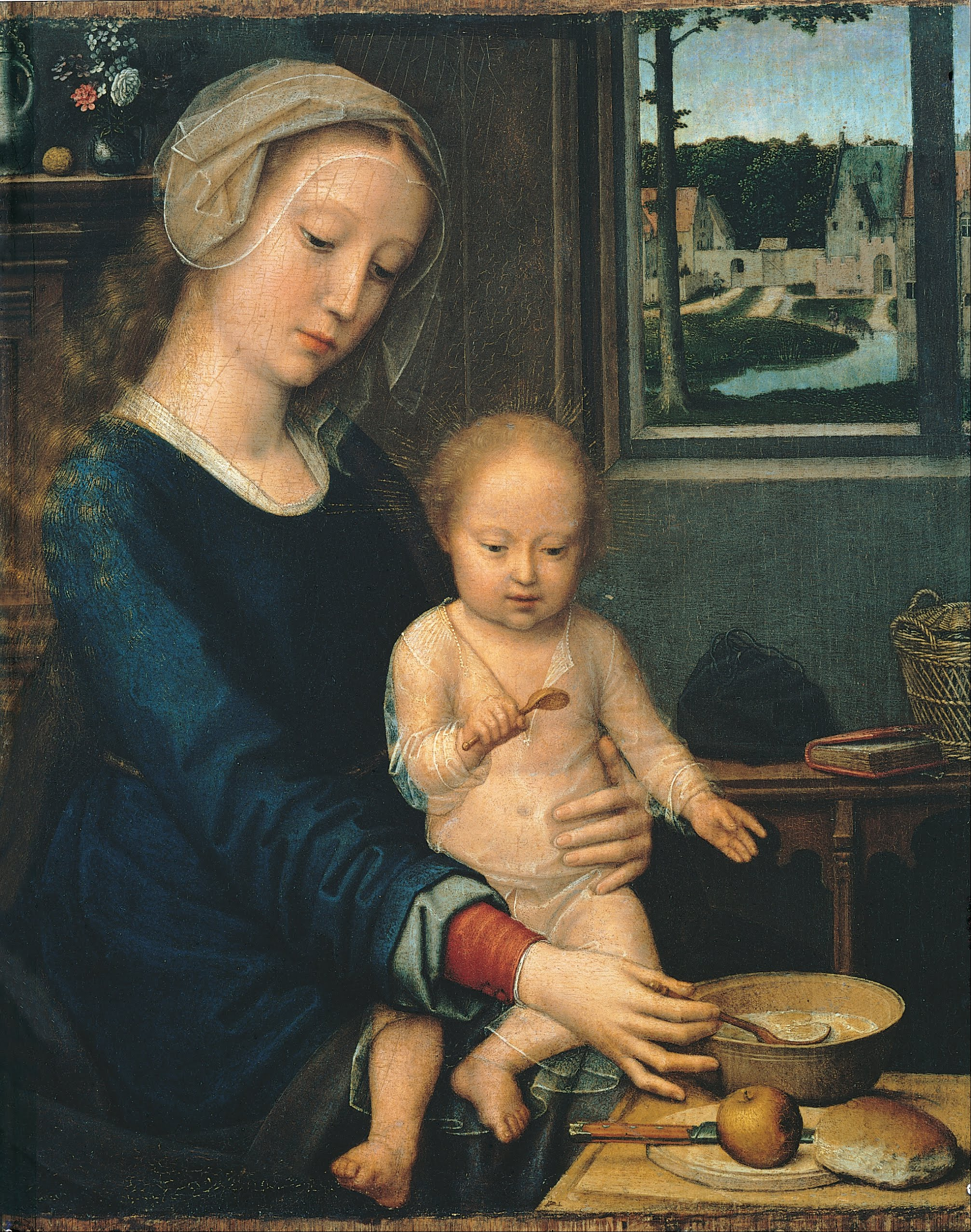
Madonna met de paplepel, Galleria di Palazzo Rosso, Genua
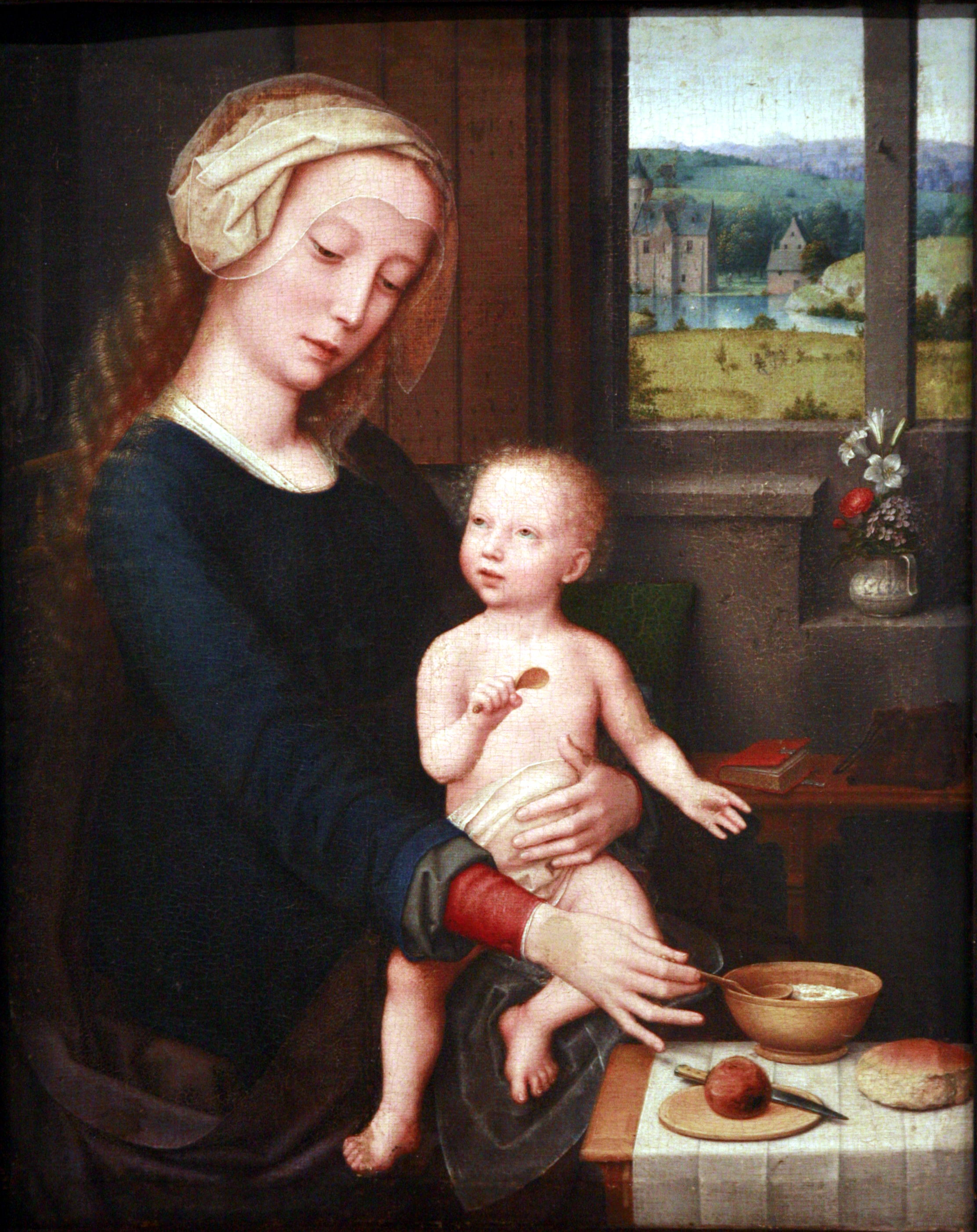
Madonna met de paplepel, Musée des Beaux-Arts, Straatsburg

De ondertekening op het exemplaar van de Aurora Trust was weliswaar origineel gebaseerd op dezelfde kartons maar werd bij de verdere behandeling nog lichtjes aangepast met onder meer houtsnijwerk dat Adam voorstelt op de kastdeur, Jezus houdt een kersentakje vast in plaats van een lepeltje, de bloemen op de tafel de peren op de kast enzovoort. Ook al lijken deze verschillen onbeduidend, ze zijn toch zeer belangrijk: ze maken het verschil tussen een versie waar de theologische achtergrond nog wordt afgebeeld en de 'wereldlijke' versies waar gewoon een moeder getoond wordt die haar kind voedt. In de Aurora Trust versie vindt men de referenties naar de nieuwe Adam (Christus), met de vruchten van het paradijs in zijn hand. De nieuwe Eva is Maria die haar rug draait naar de oude Adam. De bloemen in de vaas duiden op de smart van Maria, zinnebeeld van de mensheid, met het lijden van Christus dat uiteindelijk tot vergeving en verlossing zal leiden. Het voedsel verzinnebeeldt de eucharistie en het voeden van de mensheid met het bloed van Christus wordt voorgesteld in het voeden van het kind, de verzinnebeelding van de nieuwe mensheid, door Maria. Diezelfde symboliek is uiteraard ook aanwezig in de andere kopieën maar wordt toch minder duidelijk aangebracht.
Het werk uit Straatsburg wijkt in een aantal details veel duidelijker af van de andere. De houding van het kind is verschillend maar ook de vensterbank, de gedekte tafel en het buitenlandschap zijn anders uitgewerkt en de kast links van de madonna ontbreekt. Het gaat hier zonder twijfel om een kopie van het atelier van duidelijk mindere kwaliteit.

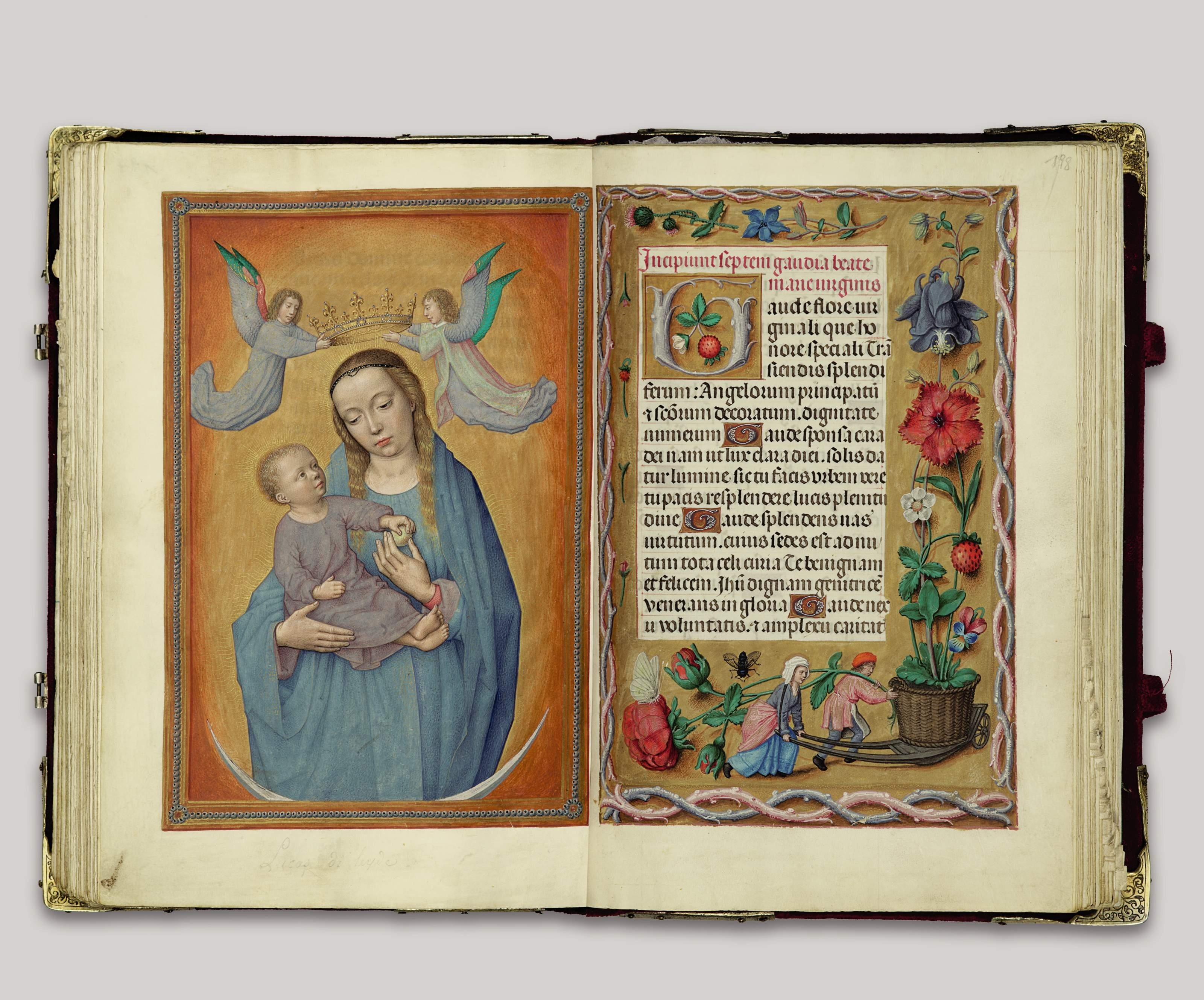
Onze Lieve Vrouw met kind, Rothschild-getijdenboek

## Miniaturist
David zou ook gewerkt hebben als miniaturist, onder andere in het Breviarium van Isabella van Castilië, in het Getijdenboek van paus Alexander VI (Papa Borgia) en in het Breviarium Mayer van den Bergh worden enkele miniaturen aan Gerard David toegeschreven. Ook in het Rothschild-getijdenboek zijn er enkele miniaturen die worden toegeschreven aan Gerard David.
Men kan in de archieven geen bewijzen vinden voor de activiteit van David als miniatuurschilder behalve het feit dat David tussen 1519 en 1520 verwikkeld was in een rechtszaak met Ambrosius Benson, een Lombardische schilder die met hem had samengewerkt, over twee koffers met modellen voor schilderwerk en miniaturen die David in pand had gehouden voor werk dat Benson niet zou beëindigd hebben; de zaak werd door Benson gewonnen. Een andere aanduiding gestaafd door de archieven is het feit dat zijn weduwe na zijn dood in 1523 zijn doodschuld betaald aan het gilde van de librariërs, waar ook de boekverluchters toe behoorden.

## Opvolgers
In 1523, bij het overlijden van David, was de glansperiode van Brugge in de schilderkunst stilaan voorbij, Antwerpen had de fakkel overgenomen. Het waren voornamelijk zijn vroegere medewerkers Adriaen Isenbrant en de Lombardische schilder Ambrosius Benson die de traditie van David voortzetten en gebruik maakten van de modellen uit zijn atelier. Maar ook bij Joachim Patinir kan men in zijn vroege werken de invloed van David vaststellen op grond waarvan sommigen hebben besloten dat hij een leerling van David was. Ook Jan Provoost, geboren in Bergen maar met ateliers in Brugge en Antwerpen, is beïnvloed geweest door de werken van David.